# 大内三郎
大内 三郎（おおうち さぶろう、1903年（明治36年）4月18日 - 1988年（昭和63年）8月27日）は日本の実業家、元四国電力社長・会長。福島県出身。

## 略歴
- 1903年（明治36年） - 甚之助の二男として生まれる。
- 1925年（大正14年） - 名古屋高等商業学校（現名古屋大学経済学部）を卒業、東邦電力へ入社。
- 1951年（昭和26年） - 四国電力発足。
- 1956年（昭和31年） - 四国電力代表取締役に就任。
- 1960年（昭和35年） - 同社代表取締役常務に就任。
- 1963年（昭和38年） - 同社代表取締役副社長に就任。
- 1966年（昭和41年） - 同社代表取締役社長に就任。
- 1974年（昭和49年） - 同社代表取締役会長に就任。
- 1979年（昭和54年） - 同社代表取締役相談役に就任。
- 1988年（昭和63年）8月27日 - 急性肺炎のため、福島県立医科大学附属病院で死去、85歳[1]。

## 受章・受賞
- 1966年（昭和41年） - 藍綬褒章受章。
- 1974年（昭和49年） - 勲二等旭日重光章受章。
- 1979年（昭和54年） - 紺綬褒章受章。

## 参考
- 交詢社 第69版 『日本紳士録』 1986年